# Location opérationnelle
La location opérationnelle (ou location simple) est une location dont la durée est liée à la durée d’utilisation de l’actif ou de l’équipement loué. Généralement, la durée d’une location opérationnelle est comprise entre 24 et 72 mois, et doit être inférieure à la durée de vie économique de l’équipement. Par exemple, un avion dont la durée de vie économique est de 25 ans peut être loué à une compagnie pendant 5 ans dans le cadre d’une location opérationnelle.

## Règlementation
Aux États-Unis, les règles pour déterminer si une location est financière ou opérationnelle sont définies par la norme FAS 13.
Dans les pays se référents aux normes internationales d’informations financières (IFRS), les règles sont définies par la norme IAS17.

## Réforme de la comptabilisation des locations
En juillet 2006, le FASB et l’IASB ont annoncé le lancement d’un projet réalisé conjointement pour reconsidérer complètement de la comptabilisation des locations. En juillet 2008, les deux bureaux ont décidé de différer tous les changements concernant la comptabilité du bailleur. Ainsi, le projet s’est poursuit uniquement sur la comptabilité du locataire, avec la ferme intention de reconnaître un actif et une obligation dans n’importe quel contrat de location pour le locataire (fondamentalement, la disparition de la location opérationnelle au niveau comptable). L’achèvement du projet est actuellement prévu pour la fin de l’année 2011,. 

## Intérêt économique

### Flotte de véhicules
Dans le contexte d’une flotte de véhicules, conformément aux règles de la location opérationnelle, le bailleur loue le véhicule au locataire pour un montant mensuel fixe et assume le risque dû à la valeur résiduelle du véhicule. On peut alors louer un véhicule dont on connaît d’avance le coût. Cependant, la location opérationnelle peut être une option onéreuse dans la mesure où une prime de risque est incluse dans les paiements mensuels.

### Équipements industriels

#### Principe
La location opérationnelle existe aussi pour les équipements industriels. Le bailleur loue le ou les équipements industriels au locataire en l’échange d’un loyer payé périodiquement. La location opérationnelle est la forme la plus aboutie de l’externalisation de la gestion des équipements industriels. Elle permet à l’entreprise de ne pas utiliser ses capitaux propres dans un investissement non-valorisant, et donc de se concentrer sur son cœur de métier.

#### Option à la fin d'une location opérationnelle
Au terme d’un contrat de location opérationnelle, le locataire a plusieurs possibilités :
- Poursuite de la location
- Renouvellement des équipements
- Restitution des équipements
- Achat des équipements à leur valeur de marché

#### Principaux avantages
Les principaux avantages de la location opérationnelle sont :
- Pas d’incidence des loyers sur le bilan car les loyers sont traités comme des charges d’exploitations déductibles du résultat.
- Économies d’impôts sur les sociétés
- Capacité d’investissements préservée